# Discografia di Juice Wrld
La discografia di Juice Wrld, rapper statunitense, è composta da cinque album in studio, due mixtape e oltre quaranta singoli, di cui 4 in collaborazione con altri artisti.

## Album

### Album in studio
| Anno                                                         | Titolo e dettagli | Classifiche | Classifiche | Classifiche | Classifiche | Classifiche | Classifiche | Classifiche | Classifiche | Classifiche | Classifiche | Certificazioni                                                                                       |
| Anno                                                         | Titolo e dettagli | USA         | AUS         | CAN         | DNK         | GER         | IRE         | NOR         | NZL         | SWE         | UK          | Certificazioni                                                                                       |
| ------------------------------------------------------------ | --- | ----------- | ----------- | ----------- | ----------- | ----------- | ----------- | ----------- | ----------- | ----------- | ----------- | --- |
| 2018                                                         | Goodbye & Good Riddance - Pubblicato: 23 maggio 2018 - Etichetta: Grade A, Interscope - Formati: LP, download digitale, streaming     | 4           | 39          | 5           | 5           | —           | 16          | 5           | 17          | 7           | 25          | - USA: Platino (3) - AUS: Platino - CAN: Platino (5) - DNK: Platino (3) - NZL: Platino - UK: Platino |
| 2019                                                         | Death Race for Love - Pubblicato: 8 marzo 2019 - Etichetta: Grade A, Interscope - Formati: CD, LP, download digitale, streaming       | 1           | 8           | 1           | 4           | 32          | 9           | 6           | 4           | 4           | 12          | - USA: Platino (2) - AUS: Oro - DNK: Platino - NZL: Oro - UK: Oro                                    |
| 2020                                                         | Legends Never Die - Pubblicato: 10 luglio 2020 - Etichetta: Grade A, Interscope - Formati: CD, 2 LP, download digitale, streaming     | 1           | 1           | 1           | 1           | 4           | 1           | 1           | 1           | 3           | 1           | - AUS: Platino - DNK: Platino (2) - NZL: Platino - UK: Platino                                       |
| 2021                                                         | Fighting Demons - Pubblicato: 10 dicembre 2021 - Etichetta: Grade A, Interscope - Formati: CD, 2 LP, download digitale, streaming     | 2           | 7           | 3           | 6           | 12          | 12          | 5           | 4           | 13          | 8           | - UK: Oro - DEN: Oro                                                                                 |
| 2024                                                         | The Party Never Ends - Pubblicato: 29 novembre 2024 - Etichetta: Grade A, Interscope - Formati: CD, 2LP, download digitale, streaming | 4           | 17          | 5           | 14          | 27          | 12          | 12          | 14          | 26          | 5           | |
| "—" indica una pubblicazione non classificata in quel paese. | |             |             |             |             |             |             |             |             |             |             | |

### Mixtape
| Anno                                                         | Titolo e dettagli | Classifiche | Classifiche | Classifiche | Classifiche | Classifiche | Classifiche | Classifiche | Classifiche | Classifiche | Certificazioni                          |
| Anno                                                         | Titolo e dettagli | USA         | AUS         | CAN         | DNK         | GER         | IRE         | NOR         | NZL         | UK          | Certificazioni                          |
| ------------------------------------------------------------ | --- | ----------- | ----------- | ----------- | ----------- | ----------- | ----------- | ----------- | ----------- | ----------- | --------------------------------------- |
| 2015                                                         | What Is Love? (come JuicetheKidd) - Pubblicato: 9 febbraio 2015 - Etichetta: autoprodotto - Formati: Streaming                                             | —           | —           | —           | —           | —           | —           | —           | —           | —           |                                         |
| 2018                                                         | Wrld on Drugs (con Future) - Pubblicato: 19 ottobre 2018 - Etichetta: Epic, Freebandz, Grade A, Interscope - Formati: LP, MC, download digitale, streaming | 2           | 28          | 5           | 18          | 87          | 24          | 11          | 28          | 23          | - USA: Platino - CAN: Oro - UK: Argento |
| "—" indica una pubblicazione non classificata in quel paese. | |             |             |             |             |             |             |             |             |             |                                         |

## Singoli

### Come artista principale
| Anno                                                         | Titolo                                        | Classifiche | Classifiche | Classifiche | Classifiche | Classifiche | Classifiche | Classifiche | Classifiche | Classifiche | Classifiche | Album di provenienza                        |
| Anno                                                         | Titolo                                        | USA         | AUS         | CAN         | DNK         | GER         | IRE         | NOR         | NZL         | SWE         | UK          | Album di provenienza                        |
| ------------------------------------------------------------ | --------------------------------------------- | ----------- | ----------- | ----------- | ----------- | ----------- | ----------- | ----------- | ----------- | ----------- | ----------- | ------------------------------------------- |
| 2018                                                         | All Girls Are the Same                        | 41          | 98          | 54          | —           | —           | —           | —           | —           | —           | 79          | Goodbye & Good Riddance                     |
| 2018                                                         | Lucid Dreams                                  | 2           | 8           | 4           | 11          | 36          | 11          | 13          | 3           | 5           | 10          | Goodbye & Good Riddance                     |
| 2018                                                         | Lean wit Me                                   | 68          | —           | 72          | —           | —           | —           | —           | —           | —           | —           | Goodbye & Good Riddance                     |
| 2018                                                         | Rich and Blind                                | —           | —           | —           | —           | —           | —           | —           | —           | —           | —           | Too Soon                                    |
| 2018                                                         | Legends                                       | 29          | 97          | 26          | —           | —           | 46          | —           | —           | —           | 98          | Too Soon                                    |
| 2018                                                         | Wasted (feat. Lil Uzi Vert)                   | 67          | —           | 69          | —           | —           | —           | —           | —           | —           | —           | Goodbye & Good Riddance                     |
| 2018                                                         | Fine China (con Future)                       | 26          | 85          | 24          | —           | —           | 54          | 37          | —           | 54          | 55          | Wrld on Drugs                               |
| 2018                                                         | Being in Love (con Ryster, come Rysterwrld)   | —           | —           | —           | —           | —           | —           | —           | —           | —           | —           | /                                           |
| 2018                                                         | Armed and Dangerous                           | 44          | —           | 42          | —           | —           | 68          | —           | —           | 61          | 80          | Goodbye & Good Riddance                     |
| 2018                                                         | Roses (con Benny Blanco feat. Brendon Urie)   | 85          | —           | 58          | —           | —           | 81          | 38          | —           | —           | —           | Friends Keep Secrets                        |
| 2019                                                         | Robbery                                       | 27          | 41          | 22          | 37          | —           | 22          | 24          | 33          | 56          | 39          | Death Race for Love                         |
| 2019                                                         | Hear Me Calling                               | 38          | 54          | 45          | —           | —           | —           | —           | —           | —           | 58          | Death Race for Love                         |
| 2019                                                         | All Night (con i BTS)                         | 118         | —           | —           | —           | —           | —           | —           | —           | —           | —           | BTS World: Original Soundtrack              |
| 2019                                                         | Hate Me (con Ellie Goulding)                  | 56          | 68          | 33          | —           | 70          | 33          | —           | —           | 76          | 33          | Brightest Blue                              |
| 2019                                                         | Run                                           | —           | —           | —           | —           | —           | —           | —           | —           | —           | —           | /                                           |
| 2019                                                         | Ransom (Remix) (con Lil Tecca)                | —           | —           | —           | —           | —           | —           | —           | —           | —           | —           | We Love You Tecca                           |
| 2019                                                         | Graduation (con Benny Blanco)                 | 108         | —           | 90          | —           | —           | 56          | —           | —           | —           | 88          | /                                           |
| 2019                                                         | Bandit (con YoungBoy Never Broke Again)       | 10          | 45          | 11          | —           | —           | 30          | 16          | 40          | 57          | 42          | /                                           |
| 2019                                                         | Let Me Know (I Wonder Why Freestyle)          | 78          | —           | 73          | —           | —           | —           | —           | —           | —           | —           | 999                                         |
| 2020                                                         | No me ame (con Rvssian e Anuel AA)            | —           | —           | —           | —           | —           | —           | —           | —           | —           | —           | /                                           |
| 2020                                                         | Righteous                                     | 11          | 15          | 9           | 32          | 48          | 7           | 20          | 14          | 31          | 26          | Legends Never Die                           |
| 2020                                                         | Tell Me U Luv Me (con Trippie Redd)           | 38          | 51          | 40          | —           | —           | —           | —           | —           | —           | 56          | Legends Never Die                           |
| 2020                                                         | Go (con The Kid Laroi)                        | 52          | 23          | 40          | —           | —           | 42          | —           | 32          | —           | 43          | F*ck Love                                   |
| 2020                                                         | Life's a Mess (con Halsey)                    | 9           | 8           | 10          | 33          | 47          | 11          | 22          | 14          | 26          | 11          | Legends Never Die Collabs                   |
| 2020                                                         | Come & Go (con Marshmello)                    | 2           | 4           | 4           | 15          | 38          | 6           | 9           | 8           | 7           | 9           | Legends Never Die                           |
| 2020                                                         | Wishing Well                                  | 5           | 14          | 8           | 32          | 88          | 9           | 23          | 13          | 27          | 15          | Legends Never Die                           |
| 2020                                                         | Smile (con The Weeknd)                        | 8           | 8           | 7           | 24          | 57          | 14          | 16          | 12          | 17          | 23          | Legends Never Die                           |
| 2020                                                         | Real Shit (con Benny Blanco)                  | 72          | 52          | 52          | —           | —           | —           | —           | —           | —           | 75          | /                                           |
| 2020                                                         | Reminds Me of You (con The Kid Laroi)         | 89          | —           | 56          | —           | —           | —           | —           | —           | —           | 63          | /                                           |
| 2021                                                         | Bad Boy (con Young Thug)                      | 22          | —           | 13          | —           | —           | 26          | —           | —           | —           | 31          | /                                           |
| 2021                                                         | Life's a Mess II (con Clever e Post Malone)   | 97          | —           | 68          | —           | —           | —           | —           | 51          | —           | —           | Crazy                                       |
| 2021                                                         | Already Dead                                  | 20          | 29          | 24          | 14          | 37          | 21          | —           | 30          | 44          | 25          | Fighting Demons                             |
| 2021                                                         | Wandered to LA (con Justin Bieber)            | 49          | 44          | —           | 29          | —           | 89          | —           | —           | —           | 59          | Fighting Demons                             |
| 2022                                                         | Cigarettes                                    | 43          | 79          | 50          | 24          | —           | 55          | —           | —           | 87          | 37          | Fighting Demons                             |
| 2022                                                         | Bye Bye (con Marshmello)                      | 53          | 67          | 56          | 36          | —           | 46          | —           | —           | 87          | 45          | /                                           |
| 2022                                                         | In My Head                                    | 23          | 78          | 63          | 45          | —           | 58          | —           | —           | —           | 40          | /                                           |
| 2022                                                         | Face 2 Face                                   | 92          | —           | 82          | —           | —           | —           | —           | —           | —           | 98          | /                                           |
| 2023                                                         | The Light                                     | 86          | —           | 89          | —           | —           | —           | —           | —           | —           | 73          | /                                           |
| 2023                                                         | Doomsday (con Cordae)                         | 58          | —           | 49          | —           | —           | —           | —           | —           | —           | 92          | All Is Yellow                               |
| 2023                                                         | Lace It (con Eminem e Benny Blanco)           | 85          | —           | 55          | —           | —           | —           | —           | —           | —           | 95          | The Party Never Ends                        |
| 2024                                                         | AGATS2 (Insecure) (con Nicki Minaj)           | 68          | —           | 100         | —           | —           | —           | —           | —           | —           | 89          | The Party Never Ends                        |
| 2025                                                         | Whoa (Mind in Awe) (Remix) (con XXXTentacion) | —           | —           | —           | —           | —           | —           | —           | —           | —           | —           | /                                           |
| 2025                                                         | The Way (con XXXTentacion)                    | —           | —           | —           | —           | —           | —           | —           | —           | —           | —           | Legends Never Die (5th Anniversary Edition) |
| "—" indica una pubblicazione non classificata in quel paese. |                                               |             |             |             |             |             |             |             |             |             |             |                                             |

### Come artista ospite
| Anno                                                         | Titolo                                               | Classifiche | Classifiche | Classifiche | Classifiche | Classifiche | Classifiche | Classifiche | Classifiche | Classifiche | Classifiche | Album di provenienza    |
| Anno                                                         | Titolo                                               | USA         | AUS         | CAN         | DNK         | GER         | IRE         | NOR         | NZL         | SWE         | UK          | Album di provenienza    |
| ------------------------------------------------------------ | ---------------------------------------------------- | ----------- | ----------- | ----------- | ----------- | ----------- | ----------- | ----------- | ----------- | ----------- | ----------- | ----------------------- |
| 2019                                                         | Without Me (Remix) (Halsey feat. Juice Wrld)         | —           | —           | —           | —           | —           | —           | —           | —           | —           | —           | Collabs                 |
| 2020                                                         | Godzilla (Eminem feat. Juice Wrld)                   | 3           | 3           | 3           | 4           | 16          | 1           | 4           | 2           | 7           | 1           | Music to Be Murdered By |
| 2020                                                         | Suicidal (Remix) (YNW Melly feat. Juice Wrld)        | 20          | 50          | 29          | —           | —           | —           | —           | —           | 71          | 37          | /                       |
| 2020                                                         | Pray 'Put Me Down' (Jeremy Romance feat. Juice Wrld) | —           | —           | —           | —           | —           | —           | —           | —           | —           | —           | /                       |
| 2020                                                         | Flex (Polo G feat. Juice Wrld)                       | 30          | —           | 60          | —           | —           | 75          | —           | —           | —           | 91          | The Goat                |
| "—" indica una pubblicazione non classificata in quel paese. |                                                      |             |             |             |             |             |             |             |             |             |             |                         |